# Лава

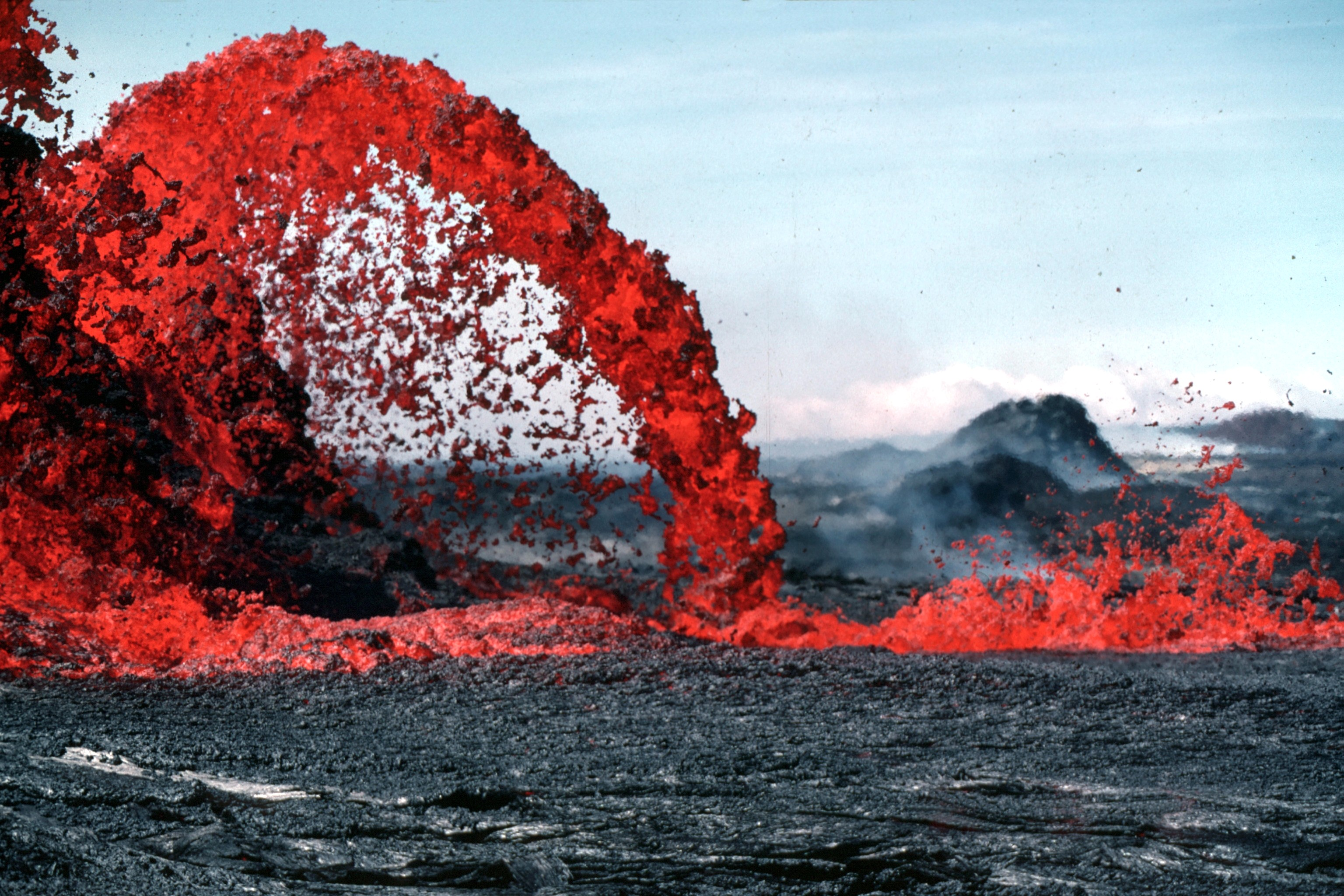
Фонтан лави заввишки 10 метрів, Гаваї, США

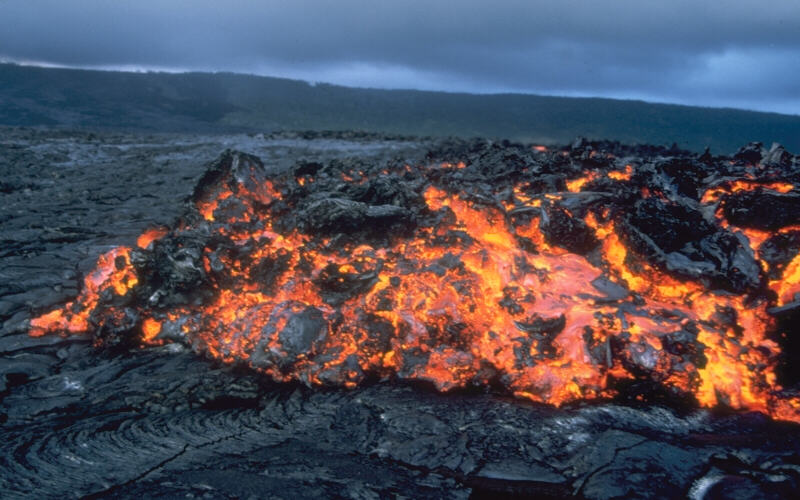
Аа-лава. Гаваї.

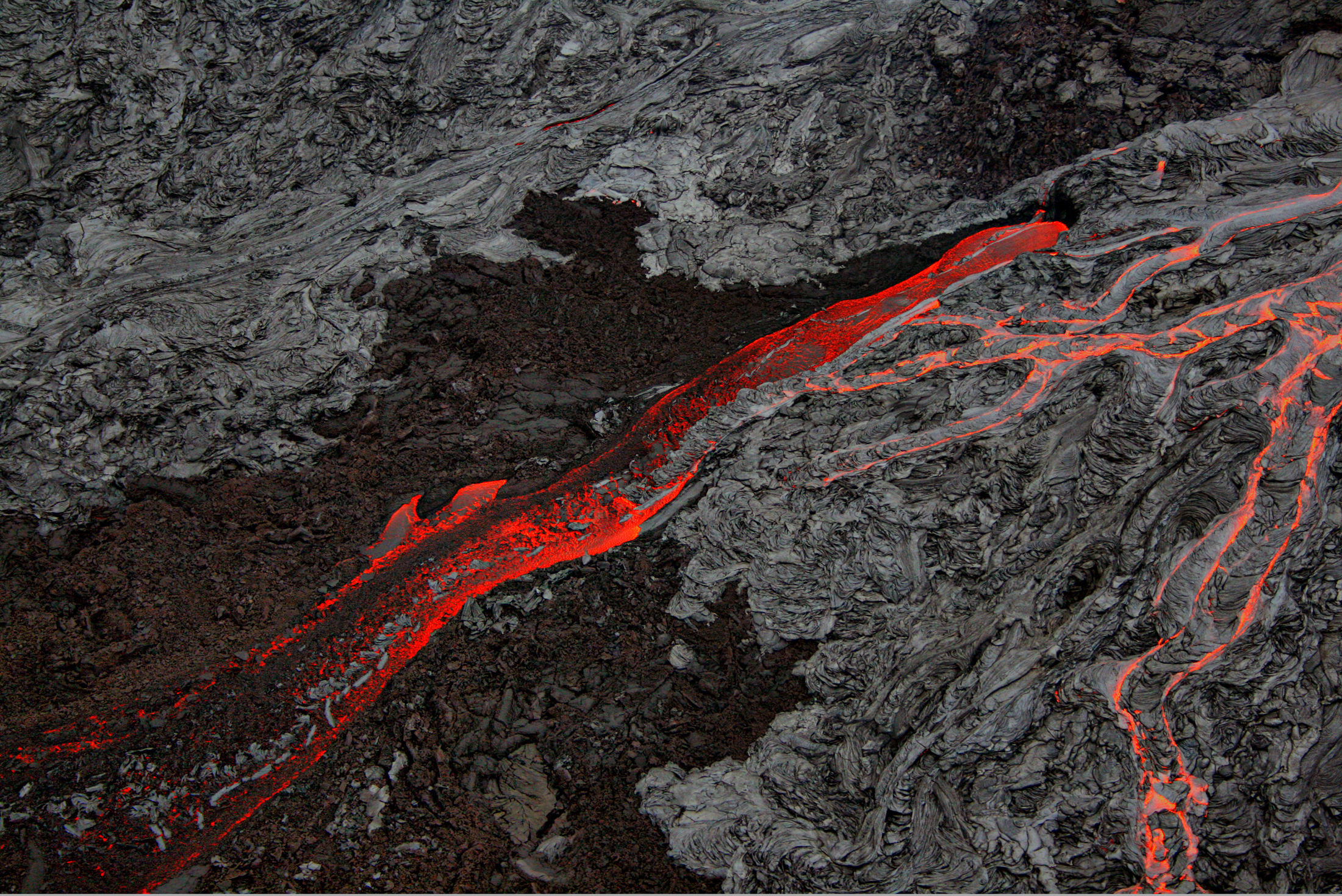
Пахоехое-лава та аа-лава. Гаваї. 2007

Скам'яніла лава

Ла́ва — природний силікатний розплав глибинних мас, що вилився на поверхню з тріщин у земній корі або з кратерів вулканів. Від магми відрізняється відсутністю газів, які звітрюються під час виверження. Внаслідок застигання лави утворюються ефузивні гірські породи.
Лава — це зазвичай розжарена (690–1200 °С) рідка або дуже в'язка маса з частково або повністю розплавлених гірських порід, яка вилилася або була витиснута на земну поверхню під час вулканічного виверження.

## Походження терміна
Ймовірно походить від середньолатинського слова "лабор" (Labor)

## Види
Лава поділяється на:
1. Лава основна, лава базальтова (англ. basic lava, нім. Basaltlava f) – лава базальтового та андезит-базальтового складу. Характерна для щитоподібних і тріщинних вулканів. Утворює лавові потоки та покриви.
2. Андезитова
3. Дацитова
4. Ріолітова
5. Трахітова
6. Фонолітова
7. Пантелеритова
8. Комендитова
9. Онгонітова
10. Кисла лава (рос. кислая лава, англ. acid lava; нім. saure Lava f) – лава, яка містить 65-75% кремнезему. При виливі характеризується великою в’язкістю і меншою рухливістю, ніж основна лава. Часто утворює над центром виверження екструзивний безкратерний купол.
11. Кремнієва лава — лава, найбільш характерна для вулканів Тихоокеанського вогняного кільця. Вона зазвичай дуже в'язка й іноді застигає в жерлі вулкана ще до закінчення виверження, тим самим припиняючи його. Закупорений пробкою вулкан може дещо роздутися, а потім виверження поновлюється, як правило, найсильнішим вибухом. Середня швидкість потоку такої лави — кілька метрів в день, а температура — 800—900 °C. Вона містить 53-62 % діоксиду кремнію (кремнезему). Якщо його вміст сягає 65 %, то лава стає дуже в'язкою і повільною. Колір гарячої лави — темний або чорно-червоний. Застиглі кремнієві лави можуть утворити вулканічне скло чорного кольору. Подібне скло виходить, коли розплав швидко остигає, не встигаючи кристалізуватися.

Лава, вивержена на суху земну поверхню — аа-лава; пахоехое (пехуху) — лавовий потік з хвилеподібною склуватою поверхнею, часто скрученою в складки, іноді пальцеподібний, розділений на окремі струмені, нерідко з тунелями.

### Кульова лава
Лава, яка вилилася під водою, називається кульовою (подушковою, еліпсоїдальною, піллоу-лавою). Вона є скупченням округлих «подушок» або «куль», втиснених одна в одну, або довгастих трубок, що сполучаються за допомогою шийок.

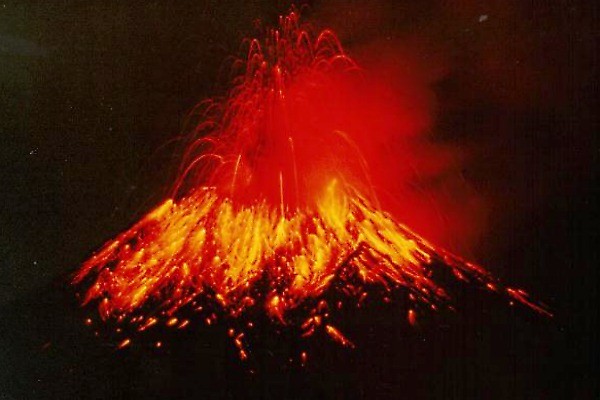
Вулкан Тунґурауа (Tungurahua). Характерне вибухове виверження (1999).

## Інтернет-ресурси
- USGS definition of okina [Архівовано 14 серпня 2009 у Wayback Machine.]
- USGS definition of Pāhoehoe [Архівовано 14 серпня 2009 у Wayback Machine.]
- USGS definition of Ropy Pāhoehoe [Архівовано 14 серпня 2009 у Wayback Machine.]
- Volcanic landforms of Hawai
- USGS hazards associated with lava flows [Архівовано 3 липня 2007 у Wayback Machine.]
- Hawaiian Volcano Observatory Volcano Watch newsletter article on Nyiragongo eruptions, 31 January 2002 [Архівовано 20 січня 2012 у Wayback Machine.]
- National Geographic lava video [Архівовано 3 березня 2016 у Wayback Machine.] Retrieved 23 August 2007